# الميدعاني
بلدة الميدعاني بلدة سورية تابعة لمنطقة مدينة دوما، محافظة ريف دمشق، سوريا، تقع بالقرب من ناحية النشابية، وترتفع 619 م عن سطح البحر.